# ラマン・サンドラム
ラマン・サンドラム (Raman Sundrum, 1964年 - ) は、オーストラリア生まれのアメリカの物理学者。専門は、素粒子物理学。現在、ジョンズ・ホプキンス大学において、天文学部及び物理学部の教授を兼任。

## 概要
1999年に、リサ・ランドールと共同で発表した、Randall-Sundrumモデルで注目を集める。研究分野は、素粒子物理学、場の理論、余剰次元理論、超対称性理論、強い相互作用。ポスドク時代を送っていたボストン大学時代、物理学をやめてファイナンスへ転向しようかと悩んでいたが、リサ・ランドールに誘われて、ブレーンモデルの研究を行う。現在も精力的に論文を発表し続けている。2019年J・J・サクライ賞受賞。

## 略歴
- オーストラリアにて、大学を卒業
- ボストン大学にて、Ph.D取得
- マサチューセッツ工科大学助手
- ジョンズ・ホプキンス大学教授
- スタンフォード大学客員教授